# 章華
章華（1872年—1930年），字縵仙，湖南省長沙府長沙縣人，清朝政治人物、進士出身。
1893年考上舉人；光緒二十一年（1895年），参加光緒乙未科殿試，登進士二甲98名。同年五月，改翰林院庶吉士。。光緒二十四年四月，散館，著以部属用。官至郵傳部主事。
經常參與北京的詞社，例如：王式通、夏孫桐、趙椿年等人的「聊園詞社」以及王鵬運、鄭文焯、張仲炘、左绍佐、夏孫桐等人的「咫村詞社」。
會彈古琴，曾教楊宗稷彈琴。與黃勉之、王樹楠、楊宗稷等人常聚在一起彈琴、聽琴。
曾和楊宗稷、羅惇曧、溥侗等人合編《禮議》。

## 家庭
其父章壽麟曾為曾國藩的幕僚。